# 一號鎮區 (內布拉斯加州華盛頓縣)
一號鎮區（英語：Township 1）是位於美國內布拉斯加州華盛頓縣的一個行政鎮區。

## 地方資料
一號鎮區的面積為142.54平方千米，當中陸地面積為140.06平方千米，而水域面積為2.48平方千米。根據2020年美國人口普查的數據，當地共有人口4417人，而人口密度為每平方千米30.99人。